# Starý židovský hřbitov v Praze-Libni
Starý židovský hřbitov v Praze-Libni byl založen asi koncem 16. století a poté několikrát rozšiřován. Rozkládal se zhruba v trojúhelníku mezi Libeňským mostem, bývalým nádražím Dolní Libeň a Vojenovou ulicí. Tento dnes již nenávratně zaniklý židovský hřbitov se stal „typickou obětí moderní doby“, když nejprve kolem roku 1875 přišel o jižní část pozemku kvůli stavbě nádraží Dolní Libeň, načež byla severní část zrušena v druhé polovině 20. let 20. století při stavbě východního předmostí Libeňského mostu. Došlo přitom i ke zbourání obřadní síně, jež v této části stála. Poslední ránu hřbitov utrpěl v letech 1964–1965, kdy byla jeho „největší část s cennými náhrobky ze 17., 18. a 19. století bezdůvodně zasypána“. Hřbitov, na němž se přestalo pohřbívat v roce 1892, kdy byl v Davídkově ulici na hranicích Libně a Ďáblic založen nový židovský hřbitov, dnes připomínají pouze zbytky hřbitovní zdi.